# Pheidole sericella
Pheidole sericella är en myrart som beskrevs av Hugo Viehmeyer 1914. Pheidole sericella ingår i släktet Pheidole och familjen myror. Inga underarter finns listade i Catalogue of Life.